# Przygody Blake’a i Mortimera (serial animowany)
Przygody Blake’a i Mortimera (fr. Blake et Mortimer) – francuski serial animowany na podstawie komiksu pod tym samym tytułem, wyprodukowany w latach 1997-1998. W Polsce emitowany był na kanale Canal+.

## Spis odcinków
| N/o            | Polski tytuł | Angielski tytuł                 |
| -------------- | ------------ | ------------------------------- |
|                |              |                                 |
| SERIA PIERWSZA |              |                                 |
|                |              |                                 |
| 01             |              | Mystery of the Great Pyramid    |
| 02             |              | Mystery of the Great Pyramid    |
|                |              |                                 |
| 03             |              | The Yellow Mark                 |
| 04             |              | The Yellow Mark                 |
|                |              |                                 |
| 05             |              | Swordfish Versus Delta Red      |
| 06             |              | Swordfish Versus Delta Red      |
|                |              |                                 |
| 07             |              | The Atlantis Enigma             |
| 08             |              | The Atlantis Enigma             |
|                |              |                                 |
| 09             |              | Heavy Weather                   |
| 10             |              | Heavy Weather                   |
|                |              |                                 |
| 11             |              | The Infernal Machine            |
| 12             |              | The Infernal Machine            |
|                |              |                                 |
| 13             |              | The Ghost and the Necklace      |
| 14             |              | The Ghost and the Necklace      |
|                |              |                                 |
| 15             |              | Professor Sato's Three Formulae |
| 16             |              | Professor Sato's Three Formulae |
|                |              |                                 |
| 17             |              | The Francis Blake Affair        |
| 18             |              | The Francis Blake Affair        |
|                |              |                                 |
| 19             |              | The Viking's Bequest            |
| 20             |              | The Viking's Bequest            |
|                |              |                                 |
| 21             |              | The Secret of Easter Island     |
| 22             |              | The Secret of Easter Island     |
|                |              |                                 |
| 23             |              | The Alchemist's Will            |
| 24             |              | The Alchemist's Will            |
|                |              |                                 |
| 25             |              | The Druid                       |
| 26             |              | The Druid                       |
|                |              |                                 |